# كاستلانا غروتي
كاستلانا غروتي (بالإيطالية: Castellana Grotte)‏ هي بلدة وبلدية في مقاطعة باري في إقليم بوليا في جنوب إيطاليا.

## السكان
في سنة 1861 بلغ عدد السكان 9٬811 نسمة، وتطور العدد ليصل في سنة 2015 لـ 19٬675 نسمة.
يظهر هذا المخطط البياني تطور النمو السكاني لـ كاستلانا غروتي

## أعلام
- ميشيل ماريو إيليا
- فرانشيسكو جراندولوفو